# ADGZ装甲车
奥地利-戴姆勒装甲车（德语：Austro-Daimler Gepanzerte Fahrzeuge，简称：ADGZ），奥地利军方代号M35中型装甲车（M35 Mittlerer Panzerwagen），是斯太尔在二战前为奥地利军队制造的一款轮式装甲车。

## 历史

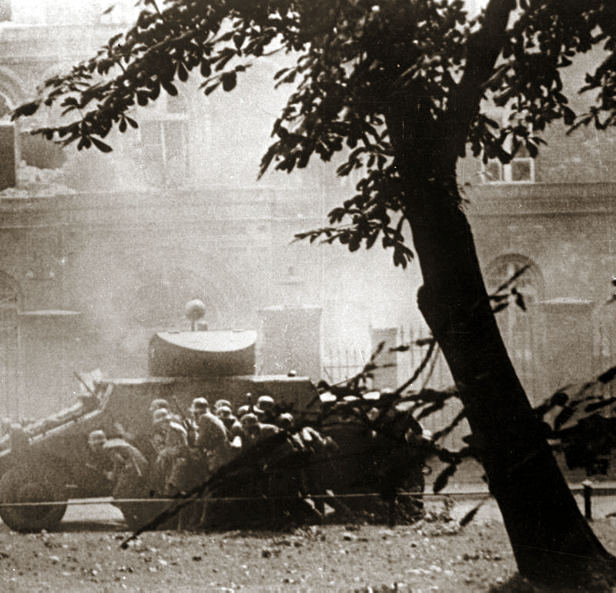
1939年9月1日，一辆ADGZ装甲车掩护党卫队士兵进攻但泽波兰邮局

1934年，奥地利军队需要一款新型警用装甲车。同年，与奥地利-戴姆勒合并的斯太尔设计了一辆原型车，并被军方采纳。1935年开始服役，定名为M35中型装甲车。1935年至1937年共制造了27辆，12辆交付军方，15辆交付警察。
1938年德奥合并，所有ADGZ装甲车被党卫队和警察部队接收，部分用于进攻但泽波兰邮局。
1941年，武装党卫队另外订购了25辆在巴尔干地区使用，用于和游击队作战。有一些ADGZ装甲车被转交克罗地亚独立国陆军使用。

## 设计特点
ADGZ装甲车有12个车轮。前后独立车轴，共4个车轮，使用板簧悬挂；中央双车轴，共8个车轮，使用普通悬挂。车身前后对称，引擎后置，前后各有一个驾驶位。炮塔武装1门KwK35机炮和1挺MG 34通用机枪；前后驾驶位也可安装MG 34机枪。